# Seneszenz bei Pflanzen
Die Seneszenz (von lateinisch senescere = „alt werden, altern“) ist bei Pflanzen ein genetisch gesteuerter und energieabhängiger Alterungsprozess. Inwiefern diese Definition auch für das Altern bei Menschen und Tieren zutrifft, ist ein Forschungsgegenstand der Biogerontologie.
Seneszenz betrifft die ganze Pflanze, einzelne Organe wie Blüten, Früchte und Blätter oder einzelne Zellen wie Trichome, Tracheiden und Gefäßelemente. Zumindest bei der Blattseneszenz ist der Prozess umkehrbar. So führt die Entfernung des Sprosses zur Wiederergrünung der unteren Blätter. Für die Sojabohnen wurde gezeigt, dass das Abschneiden von Blüten und Schoten zur Verzögerung der Blattseneszenz führt. Die Blütenseneszenz wird durch Entfernen junger Blütenknospen verzögert. Die Nährstoffe aus seneszenten Geweben werden in nicht-seneszente Gewebe von Sprossachse oder von reproduktiven Organen (Blüten, Samen und Früchte) transportiert.
Im Verlauf der Seneszenz werden Proteine zur Aufrechterhaltung der Photosynthese vermindert synthetisiert, wohingegen andere Proteine verstärkt exprimiert werden. Hierzu gehören
- hydrolytische Enzyme: Abbau von Proteinen, Nukleinsäuren und Lipiden
- die Glutamin-Synthetase: Synthese von Glutamin
- die Asparaginsynthetase: Synthese von Asparagin
- Enzyme für die Synthese von Ethen: Beschleunigung der Fruchtreife und Blattseneszenz; Abszission (Abtrennung) von Blättern, Blüten und Früchten

Während Lipide über Glyoxylat-Zyklus und Gluconeogenese in Saccharose umgewandelt werden, mündet der Abbau der Nukleinsäuren und Proteine in die Synthese von Glutamin und Asparagin. Diese Aminosäuren werden wie die Saccharose aus den seneszenten Geweben transportiert und können von anderen Pflanzenteilen wiederverwertet werden.

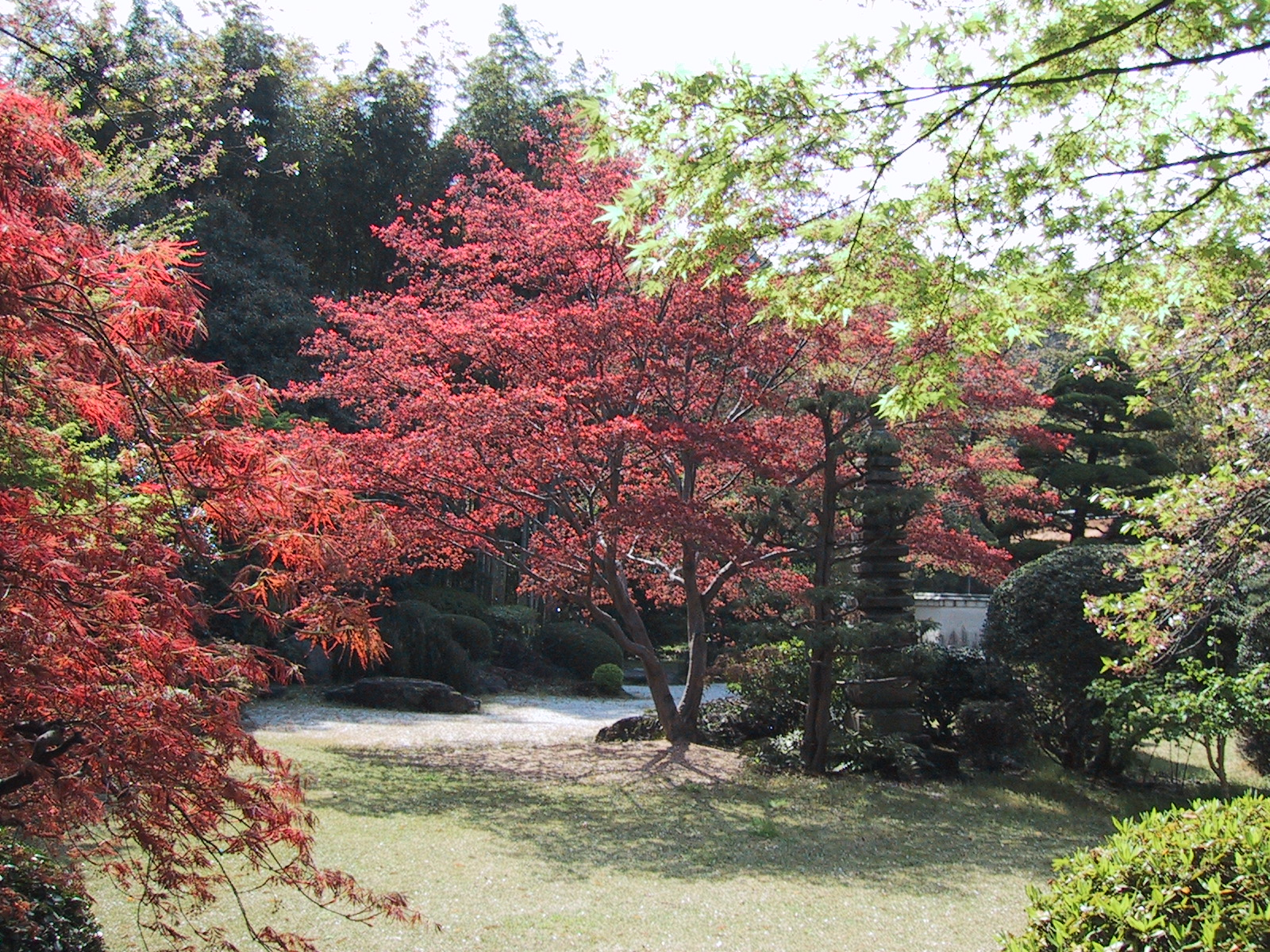
Herbstfärbung bei Laubbäumen

Die Seneszenz und Abszission der Blätter werden über Phytohormone reguliert: Ethen beschleunigt die Seneszenz, Cytokinine hemmen sie (Antiseneszenz). Auslöser der Seneszenz könnte eine verminderte photosynthetische Aktivität sein. Der Vorgang beginnt mit der umkehrbaren Umwandlung von Chloroplasten zu Gerontoplasten, die sich u. a. durch verringerten Chlorophyllgehalt und fehlende Teilungsaktivität auszeichnen, während die Zellkerne erst am Ende der Seneszenz zerstört werden. Die Endprodukte des Chlorophyllabbaus werden in der Vakuole gelagert, die später den Zellsaft mit proteolytischen Enzymen in das Cytoplasma freisetzt.

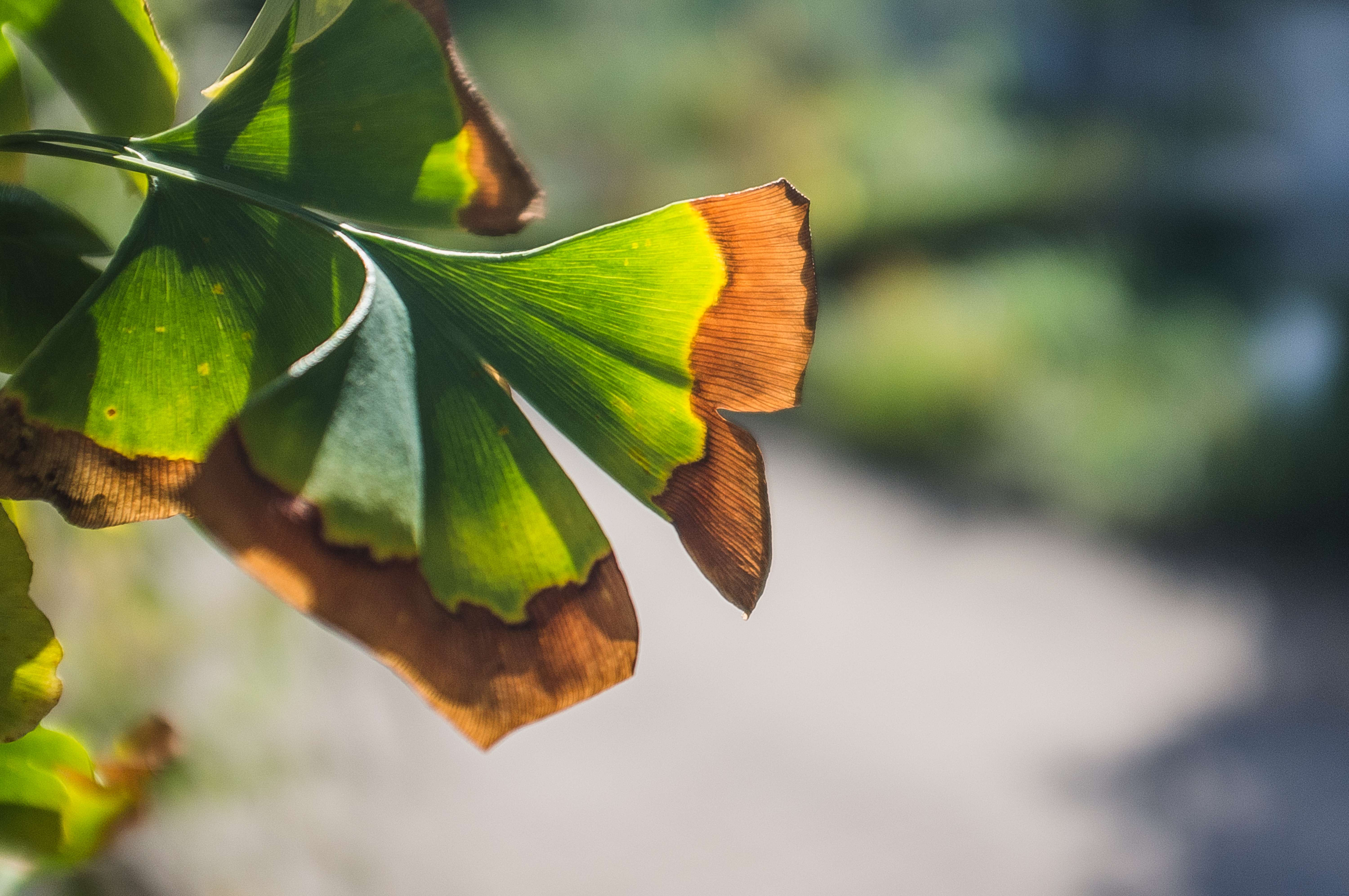
Fortschreitende Seneszenz in Blättern von Ginkgo biloba

Nach dem Chlorophyllabbau geben die weiterhin erhaltenen Carotinoide den Herbstblättern eine gelbe bis orange Färbung, die zuvor durch das Grün des Chlorophylls maskiert wurde. Einige Laubbaum-Arten synthetisieren insbesondere an kalten sonnigen Herbsttagen Anthocyane, die eine rote Blattfärbung bedingen. Anthocyane bieten hierbei einen Schutz der Zellen vor zu viel Licht und somit vor oxidativem Stress. Dadurch wird verhindert, dass die Wiedergewinnung der Nährstoffe aus seneszenten Blättern vorzeitig endet. Im Rahmen der Blatt-Abszission am Ende der Seneszenz-Phase bewirkt die Reduktion der Auxin-Synthese in der Blattspreite eine gesteigerte Ethen-Produktion. Ethen induziert nachfolgend in den kleinen dünnwandigen Parenchymzellen der Abszissionszone am Blattstiel die Produktion und Freisetzung von Enzymen, die die Zellwände zerstören und somit die Abtrennung der Blätter herbeiführen.